# みどりの会議
みどりの会議（―かいぎ）は、参議院議員中村敦夫が代表を務めた日本の政党（環境政党）。略称はみどり。2002年、さきがけより改称する形で発足した。

## 概要
開発・経済成長一辺倒ではなく「持続可能な社会」を目指し、「足るを知れ」と訴えた。エコロジー運動や平和運動出身者を多く抱えていたことから左翼（革新政党）系と見る者もいるが、「経済発展を目指す点では共産・社民なども自民党と同根」としており、従来の左右対立軸ではないことを主張していた。
前身のさきがけ時代に比べ保守政党色は大きく薄れており、党員の多くが民主党に入党し組織的つながりもほとんど無いことから、さきがけ時代の支持者の多くは離れていたと見られる。一般的には1998年の第18回参院選敗北か、あるいは2001年に当時の代表・武村正義らが民主党に入党した時点をもって、さきがけは解散したと見られており、その後身がみどりの会議であることはあまり知られていなかった。
選挙区では主に民主党を支援し、候補者によっては社民党などを支援することもあった。

## 党史
2002年1月16日発足。
2003年の第15回統一地方選挙では、推薦候補のうち62名が当選した。
2004年の参議院議員選挙に比例区に中村や藤田恵ら10人を擁立し90万3775票を獲得するも、参議院比例区における最低議席獲得票は約107万7658票に約17万3883票足らずに当選者0となる。現職参議院議員だった代表委員の中村敦夫はみどりの会議比例名簿1位になるも落選し、みどりの会議に所属する国会議員はいなくなった。中村は政界引退を表明した。
2004年7月22日の党大会で政治団体としては解散することを決め、新たな出発について話し合う「みどりのテーブル」を設け、コーディネイトを環境・サイエンスライターの小林一朗に委任した。同年10月31日付けで総務相に正式にみどりの会議の解散を届け出た。
2005年2月13日に政治団体みどりのテーブルの設立総会が開かれた。

## 役職
- 代表委員：中村敦夫（元参議院議員）
- 副代表委員：安田節子（食品NGO代表）
- 運営委員：小倉昌子（元東村山市議会議員）
- 運営委員：羽仁カンタ（環境NGO代表理事）
- 運営委員：藤原信（宇都宮大学名誉教授）
- 運営委員：山崎紫生（高崎商科大学流通情報学部教授、東京経済大学英語兼任講師）

## 党勢の推移
- これ以前については、新党さきがけ#党勢の推移を参照

### 衆議院
| 選挙       | 当選/候補者 | 定数 | 備考                       |
| ---------- | ----------- | ---- | -------------------------- |
| （改称時） | 0/-         | 480  | 公認候補擁立が無いまま解党 |

### 参議院
| 選挙           | 当選/候補者 | 非改選 | 定数 | 備考                                    |
| -------------- | ----------- | ------ | ---- | --------------------------------------- |
| （改称時）     | 1/-         | -      | 247  | （第20回通常選挙前は無所属1と統一会派） |
| 第20回通常選挙 | 0/10        | 0      | 242  |                                         |

（参考文献：石川真澄（一部山口二郎による加筆）『戦後政治史』2004年8月、岩波書店・岩波新書、ISBN 4-00-430904-2）
- 当選者に追加公認は含まず。追加公認には会派に加わった無所属を含む。
- 『戦後政治史』にない追加公認は2 国会議員会派別議員数の推移（召集日ベース）（衆議院、2000年〜2006年）、(2) 参議院（1994年〜2004年）にある、選挙直後の国会召集日の会派所属者数から判断した。ただし、第20回通常選挙直後の召集はない。